# АК Виртус
„Виртус“ (на италиански: Associazione Calcio Virtus, основан като на италиански: Società Sportiva Virtus (S.S. Virtus)) е футболен клуб от град Акуавива, Сан Марино.

## История
Клубът е основан през 1964 година.
През 1988 година печели Суперкупата на Сан Марино и едва през 2022/23 е носител и на втори трофей, този на Купата на страната. 
Клубни цветове — зелено и черно.

## Успехи
- Шампионат на Сан Марино:
  -  Шампион (1): 2023*24
  -  Сребърен медал (1): 1987/88
  -  Бронзов медал (1): 2022/23
- Купа Титано (Купа на Сан Марино): 
  -  Носител (2): 2022/23, 2024/25
  -  Финалист (2): 2010/11, 2023/24
- Суперкупа/Трофео Федерале: 
  -  Носител (2): 1988, 2024
  -  Финалист (2): 2003, 2004